# 田壮壮
田壮壮（1952年4月1日—），北京電影學院教師，电影导演、制片人、演员，是中国电影行業的“第五代”代表人物之一，曾經以《相愛相親》入圍第54屆金馬獎最佳男主角獎。

## 生平
田壮壮中学毕业后曾当过兵，做过摄影师。父亲田方，曾在影片《英雄儿女》中扮演政委王文清。母亲于蓝，电影演员，曾出演的影片有《江姐》、《革命家庭》和《烈火中永生》。
田壮壮1982年毕业于北京电影学院导演系，1978年至2002年为北京电影制片厂导演。与陈凯歌、张艺谋等并称为第五代导演。
1992年，导演《蓝风筝》，题材触及文革，虽获得东京电影节大奖，但引起北京当局不满，因此规定中国电影代表团全体退出东京电影节以示抗议，而其本人也被处罚8年不准拍电影。
2002年回母校北京电影学院执教，担任导演系研究生导师、系主任；同时开启人生第二个创作高峰阶段，包括：向大师致敬的“临摹”之作《小城之春》，以他深深热爱的云南土地和云南人为主题的《德拉姆》，梦想、计划了多年的《吴清源》和《狼灾记》等。2016年5月，任上海大学上海电影学院副院长。

## 作品

### 导演
- 1980年《我们的小院》（又称“我们的角落”）
- 1981年《红象》；
- 1983年《九月》；
- 1984年《猎场札撒》；
- 1986年《盗马贼（英语：The Horse Thief）》（1988年瑞士第三世界电影节弗里堡市大奖—帮助发行奖）；
- 1986年《鼓书艺人》；
- 1987年《摇滚青年》；
- 1988年《特别手术室》；
- 1990年《大太监李莲英（英语：Li Lianying: The Imperial Eunuch）》(1991年柏林国际电影节特别鼓励奖)；
- 1993年《蓝风筝》(1992年东京国际电影节“最佳影片奖”、“最佳女演员奖（吕丽萍）”；1993年夏威夷国际电影节“最佳影片奖”；1993年美国芝加哥电影节“最佳导演奖”；1993年瑞士三大洲国际电影“最佳影片奖”；1993年新加坡电影节“最佳导演奖”)；在中国大陆被查禁.
- 2002年《小城之春》（第59届威尼斯电影节“圣马可”奖、2003年华语电影传媒大奖最佳导演奖）
- 2003年《茶马古道·德拉姆》（首届中国电影导演协会最佳导演奖、2005年华语电影传媒大奖最佳导演奖）
- 2006年《吴清源》（第十屆「金爵獎」最佳導演）
- 2009年《狼灾记》
- TBA《鳥鳴嚶嚶》

### 监制
- 1997年《长大成人》 （路学长）
- 1998年《扁担·姑娘》（王小帅）
- 1996年《巫山云雨》（章明）
- 1995年《桃花满天红》（王新生）
- 2004年《茉莉花开》（侯咏）
- 2017年《花事.如期》（叶江天)
- 2018年《过春天》（白雪）
- 2019年《建筑师》（丁文剑）
- 待上映《身不由己》（唐大年）

### 艺术顾问
- 2017年《我心雀跃》（刘紫微）

### 演員
- 1997年《长大成人》饰 朱赫莱
- 2001年《大宅门》饰 田木
- 2017年《相愛相親》饰 尹孝平
- 2018年《后来的我们》飾 林見清父親
- 2019年《我和我的祖国》飾 老李
- 2021年《只是一次偶然的旅行》
- 2023年《白塔之光》飾 谷運來
- 2023年《长空之王》飾 魏总工
- 2025年《她的生存之道》(網絡劇)飾 羅老